# ミッドナイトスワン
『ミッドナイトスワン』は、2020年9月25日公開の日本映画。

## 概要
トランスジェンダーとバレエを題材にした草彅剛主演の映画。監督の内田英治が自身で企画を立ち上げ、脚本、原作小説も執筆した。
内田は中規模予算映画として約5年間構想を温めていたが、まったく企画が通らなかったという。バレエも重要なモチーフとして使用され、4歳からバレエを始めて数々の賞を受賞し、今作で初演技となる服部樹咲が、草彅演ずるヒロイン凪沙のもとにやってきた一果役へと抜擢。対象となるバレエ教室のライバル・りん役は一果役同様「バレエ経験者」がキャスティング条件だったが、難航を極め、実年齢20歳の上野鈴華が中学生役を務める。劇中のバレエ監修は千歳美香子が務め、オーディション段階、脚本における用語やセリフのニュアンス、衣装、小道具、振り付けなどバレエに関するすべてのものに関して現場に立ち合い、成立しているか否かを指導・監修した。バレエの振り付けは古典以外は著作権が生じるため、ショーダンスも含め指導している。バレエシーンでは千歳の紹介で、実際のバレエピアニストである蛭崎あゆみの曲が使用されている。また今作は、新型コロナウイルス感染症流行の影響で撮影が約5か月間ストップし、オーディションからクランクアップまで約1年を要する作品となった。
2020年9月9日に、正式公開日9月25日にちなんで、925秒の予告映像を解禁した。また、2020年9月10日に映画の公開に先立ってTOHOシネマズ64館で先行上映が行われた。
公開前から宮藤官九郎や伊藤沙莉などの著名人が称賛の声を上げ、公開後はTwitterなどのSNSで口コミが広まったことで10週を超えるロングラン上映となり、11月29日に二度目となる舞台挨拶が行われた。さらには、「何度もミッドナイトスワンを見に行く」という意味を表す『追いスワン』という言葉も生まれた。10月9日には、欧米・アジア・中東などの海外メディアから『ミッドナイトスワン』の会見開催を望む声が多数寄せられたことを受け、主演を務めた草彅と内田英治監督が日本外国特派員協会の記者会見に臨んだ。2021年7月7日に、TOHOウェンズデイ開始に伴い、TOHOシネマズ日比谷で行う『ミッドナイトスワン』再上映記念の舞台挨拶に草彅が登壇した。公開から3年目を迎える2023年9月25日には、公開3周年記念舞台挨拶がTOHOシネマズ日比谷にて行われ、主演の草彅が登壇した。
2024年6月26日をもってTOHOシネマズ日比谷でのロングラン上映が終了。上映期間は185週、1370日にも及び、日本国内で公開された映画としては「未来シャッター」の1382日に次ぐ歴代2位のロングラン記録となった。最終上映日には、主演の草彅と共演の服部、内田監督が登壇し御礼舞台挨拶が行われた。観客動員数は2021年時点で57万人を突破している。
映画レビューサイトFilmarksが発表した2020年間映画満足度ランキング（邦画）では2位にランクインした。また、シネマトゥデイが選ぶ映画ベスト20（2020年版）では7位にランクインし、『草なぎ剛というスターが主演を務めることで、トランスジェンダーが抱える問題を社会に提起した功績は大きい。』と評価された。MOVIE WALKER PRESS が行った「映画ファンが選ぶ、ベスト映画2020」では、2位にランクインした。
2021年3月17日より本作のDVD版およびblu-ray版が受注販売として予約受付が開始された。本編には日本語・英語字幕がついており、特典には監督・草彅・服部のインタビューや未公開映像、ポストカードが収められる他、新しい地図NAKAMA会員限定で特製クリアファイルが付いてくる仕様となっている。また、2021年5月26日から、Amazonプライムビデオで先行レンタル配信されることとなった。
2021年6月24日～7月2日にかけて行われるヨーロッパ最大級のアジア映画祭、ウディネ・ファーイースト映画祭にて日本から出品される11作品の中の一つに選ばれ、本作品が同映画祭の最高栄誉賞に当たる観客賞（ゴールデン・マルベリー賞）を受賞した。
2023年5月2日よりNetflixにて見放題配信を開始し、Netflixの日本トップ10（映画部門）で2週連続ランキング1位を記録した

## ストーリー
故郷の広島を離れて東京・新宿で生きることを決断した凪沙。彼女は男性として生まれたが肉体の性別違和のため女性の姿で暮らしている。今にも崩れそうな自分を自分自身で支えさまよっている。親にはカミングアウトしておらず、定期的に親から電話がかかってきた際も男の声色で受けていた。親戚の娘・中学生の一果が彼女のもとに預けられることとなったが、叔父だと思い訪ねてきた一果は、凪沙の姿を見て戸惑う。
一果は親から虐待されてきたこともあり、当初は周囲に心を閉ざしていたが、凪沙の持っていたニューハーフショークラブの衣装（チュチュ）、そして近所のバレエ教室をのぞき見し先生から声を掛けられたことから、バレエ教室に興味を持つ（後に、一果は広島でバレエを習っていたことがわかる）。教室に体験入室した際、買い替えたばかりだからと一果に古いバレエシューズをくれた少女が、一果が通うことになった新宿の公立中学生のりんで、二人は友人となる。
性別適合手術のため貯金していた凪沙だったが、次第に一果が実娘のように思え、自分の理解者になっていく一果のため、バレエ教室の費用として貯金を切り崩す決意をする。そんな凪沙の応援あって才能を伸ばす一果だったが、ある時のコンクールで…。凪沙もタイで性別適合手術をするが、帰国後の無理がたたり、体調を崩していく。

## キャスト
凪沙（武田健二）
演 - 草彅剛
体と心の葛藤を抱えながら生きるトランスジェンダー（出生の性別は男性、性自認は女性）。映画序盤ではニューハーフショークラブ「スイートピー」に勤務。30歳を越えたあたりまで性自認に悩み、以後女性として生きる覚悟を持つ。外出する際は武装するようにロングコートとハイヒールを纏う。得意料理はハニージンジャーソテー。
小説版では約40歳と設定され、また映画版では深く描かれない海にまつわる逸話、一果を引き取る経緯や理由が詳細に描写されている。新宿三丁目付近に在住。
桜田一果
演 - 服部樹咲
母のネグレクトに耐えながら暮らし、遠い親戚である凪沙に預けられた中学生。バレエを通じて才能が開花していく。
母の暴力に耐えるため心を閉ざしており、ストレスを抑え込むと腕を噛む自傷癖がある。
小説版ではバレエの目覚めとして広島時代にわずかながらスクールに通った描写、西公園のギエム先生との出会いが描かれている。
瑞貴（野上剣太郎）
演 - 田中俊介
スイートピーに勤務するショーガール。
小説版では国立大理工系出身、30歳以上の年齢と設定。凪沙とはママを除き年齢が一番近く、一般職を経験しているなど境遇が近いため互いに良き相談相手である。また映画版でも起こる事件の後、東山瑞貴として行政書士を目指し、その後区議会議員を目指す後日談が描かれる。このシーンは脚本にも書かれ撮影もしたが劇場公開版ではカットしている。
キャンディ
演 - 吉村界人
スイートピーに勤務するショーガール。
決して美人とは言えないものの、愛嬌たっぷりの性格で客から愛される。
アキナ
演 - 真田怜臣
スイートピーに勤務するショーガール。店のナンバーワン。
若く、美貌の持ち主でスタイルもいいが、自分への自信を失っている。
桑田りん
演 - 上野鈴華
一果の同級生で同じバレエ教室のライバル。親の押し付けには僻癖しながらも、2歳半から習ったバレエにかける思いは熱い。
親には内緒で撮影会モデルもこなす。密かに喫煙者である。小説版では一果の一学年上。
桑田真祐美
演 - 佐藤江梨子
りんの母。かつては自身もバレエで入賞し、夢を娘に託す。
桑田正二
演 - 平山祐介
りんの父。りん曰く、収入4桁愛人付き。
武田和子
演 - 根岸季衣
凪沙の実母。トランジェンダーとして生きる凪沙を素直に受け止めることができない。
桜田早織
演 - 水川あさみ
一果を産んだ母。和子の妹の娘で凪沙とは従妹関係にあたる。元暴走族でキャバクラ嬢。一果を19歳で産み、ひとり手で育てる。
洋子ママ
演 - 田口トモロヲ
スイートピーのママ。今よりマイノリティが生きにくい昭和という時代を女として生き抜いた強さを持つ。
小説版では年齢は「古希を超えたあたり」と設定されている。
片平実花
演 - 真飛聖
バレエスクールの講師。5歳でバレエを始め、現役引退。スクール開講7年目。教えるのはうまいがコーチとしての実績はない。
小説版ではバレエ講師だけでは生計を立てられないため、イタリアンレストランでもアルバイトをしている。
佇まいなどのモデルはバレエ監修をした千歳美香子。

## スタッフ
- 監督・脚本：内田英治
- 脚本監修：西原さつき
- 音楽：渋谷慶一郎
- エグゼクティブプロデューサー：飯島三智
- プロデューサー：森谷雄、森本友里恵
- ラインプロデューサー：尾関玄
- 撮影：伊藤麻樹
- 照明：井上真吾
- 美術：我妻弘之
- 装飾：湯澤幸夫
- 録音・整音：伊藤裕規
- 衣裳：川本誠子
- コスチュームデザイン：細見佳代
- ヘアメイク：板垣美和、永嶋麻子
- バレエ監修：千歳美香子
- 編集：岩切裕一
- 音響効果：大塚智子
- 助監督：松倉大夏
- 制作担当：三浦義信
- 制作担当：中村元
- 製作：CULEN
- 製作プロダクション：アットムービー
- 配給：キノフィルムズ

## 書籍
小説版
映画公開2か月前の2020年7月8日、監督の内田英治自身により執筆された小説版が文春文庫より刊行された。映画本編では明かされていない物語の経緯などが描かれている。ISBN 978-4167915230。2021年3月現在、9刷り8度目の重版のヒットとなった。
雑誌
2020年9月24日発売の「週刊文春」で、巻頭グラビア「原色美女図鑑」に新人女優“凪沙”が、巻末のグラビア「男の肖像」に草彅剛が、それぞれ掲載された。2021年3月25日発売の同誌にて、“凪沙”の未公開カットが掲載された。

## 評価

### 受賞歴
| 賞                                             | 部門                                      | 候補者     | 結果       |
| ---------------------------------------------- | ----------------------------------------- | ---------- | ---------- |
| 第12回 TAMA映画賞                              | 最優秀女優賞                              | 水川あさみ | 受賞       |
| 第45回報知映画賞                               |                                           |            |            |
| 作品賞                                         |                                           | ノミネート |            |
| 監督賞                                         | 内田英治                                  | ノミネート |            |
| 主演男優賞                                     | 草彅剛                                    | ノミネート |            |
| 助演女優賞                                     | 水川あさみ 真飛聖                         | ノミネート |            |
| 新人賞                                         | 服部樹咲                                  | 受賞       |            |
| 第64回 三浦賞                                  |                                           | 伊藤麻樹   | 受賞       |
| 第33回日刊スポーツ映画大賞                     |                                           |            |            |
| 主演男優賞                                     | 草彅剛                                    | ノミネート |            |
| 新人賞                                         | 服部樹咲                                  | 受賞       |            |
| 2020年岐阜新聞映画部ベスト・テン               | 音楽賞                                    | 渋谷慶一郎 | 受賞       |
| 第75回毎日映画コンクール                       |                                           |            |            |
| 男優主演賞                                     | 草彅剛                                    | ノミネート |            |
| 新人賞（女性）                                 | 服部樹咲                                  | ノミネート |            |
| 音楽賞                                         | 渋谷慶一郎                                | 受賞       |            |
| TSUTAYAプレミアム 映画ファン賞「日本映画部門」 |                                           | 受賞       |            |
| Best 10 Cinemas in Sapporo 2020                | 男優賞                                    | 草彅剛     | 受賞       |
| おおさかシネマフェスティバル2021               | 新人女優賞                                | 服部樹咲   | 受賞       |
| 第63回ブルーリボン賞                           |                                           |            |            |
| 作品賞                                         |                                           | ノミネート |            |
| 監督賞                                         | 内田英治                                  | ノミネート |            |
| 主演男優賞                                     | 草彅剛                                    | 受賞       |            |
| 新人賞                                         | 服部樹咲                                  | ノミネート |            |
| 第30回日本映画批評家大賞                       |                                           |            |            |
| 新人女優賞（小森和子賞）                       | 服部樹咲                                  | 受賞       |            |
| 映画音楽賞                                     | 渋谷慶一郎                                | 受賞       |            |
| 第44回日本アカデミー賞                         |                                           |            |            |
| 最優秀作品賞                                   |                                           | 受賞       |            |
| 最優秀主演男優賞                               | 草彅剛                                    | 受賞       |            |
| 優秀監督賞                                     | 内田英治                                  | 受賞       |            |
| 優秀脚本賞                                     | 内田英治                                  | 受賞       |            |
| 優秀撮影賞                                     | 伊藤麻樹                                  | 受賞       |            |
| 優秀照明賞                                     | 井上真吾                                  | 受賞       |            |
| 優秀美術賞                                     | 我妻弘之                                  | 受賞       |            |
| 優秀録音賞                                     | 伊藤裕規                                  | 受賞       |            |
| 新人俳優賞                                     | 服部樹咲                                  | 受賞       |            |
| 第25回 JPPA AWARDS 2021                        | 映像技術部門 グランプリ                   | 小林哲夫   | 受賞       |
| 第30回日本映画プロフェッショナル大賞           | 主演男優賞                                | 草彅剛     | 受賞       |
| 第23回 ウディネ・ファーイースト映画祭          | 観客賞（ゴールデン・マルベリー賞）        |            | 受賞       |
| 第15回 アジア・フィルム・アワード              | 新人賞（Best Newcomer）                   | 服部樹咲   | ノミネート |
| ジャパアニュアルウィーン日本映画祭2021         | 観客賞（Audience Award）                  |            | 受賞       |
| トロント日本映画祭                             | 観客賞（KOBAYASHI AUDIENCE CHOICE AWARD） |            | 受賞       |

- 報知映画賞ではノミネート時点で、作品賞・主演男優賞・監督賞・助演女優賞・新人賞の5部門において読者投票1位を獲得した[84]。

### ランキング入り
| 選考年 | 媒体・団体                            | 部門                                                       | 対象                   | 順位 |
| ------ | ------------------------------------- | ---------------------------------------------------------- | ---------------------- | ---- |
| 2021年 | 岐阜新聞映画部                        | 2020年岐阜新聞映画部ベスト・テン                           | 『ミッドナイトスワン』 | 6位  |
| 2021年 | キネマ旬報                            | 第94回 キネマ旬報ベスト・テン 日本映画ベスト・テン         | 『ミッドナイトスワン』 | 14位 |
| 2021年 | キネマ旬報                            | 第94回 キネマ旬報ベスト・テン 読者選出日本映画ベスト・テン | 『ミッドナイトスワン』 | 2位  |
| 2021年 | キネマ旬報                            | 第94回 キネマ旬報ベスト・テン 主演男優賞                   | 草彅剛                 | 2位  |
| 2021年 | キネマ旬報                            | 第94回 キネマ旬報ベスト・テン 新人女優賞                   | 服部樹咲               | 2位  |
| 2021年 | 札幌映画サークル                      | 2020年日本映画ベストテン                                   | 『ミッドナイトスワン』 | 3位  |
| 2021年 | 札幌映画サークル                      | 会員選出日本映画ベストテン                                 | 『ミッドナイトスワン』 | 5位  |
| 2021年 | おおさかシネマフェスティバル2021      | 日本映画／作品賞ベストテン                                 | 『ミッドナイトスワン』 | 10位 |
| 2021年 | 新潟日報社                            | 読者が選ぶ 2020年映画ベストテン                            | 『ミッドナイトスワン』 | 1位  |
| 2021年 | 第30回 日本映画プロフェッショナル大賞 | 2020年 ベストテン                                          | 『ミッドナイトスワン』 | 5位  |

## テレビ放送
| 放送日        | 放送局 | 放送時間（JST） | 放送枠        | 視聴率 | 備考         |
| ------------- | ------ | --------------- | ------------- | ------ | ------------ |
| 2021年8月21日 | WOWOW  | 13:00 - 15:05   | WOWOWプライム |        | テレビ初放送 |
| 2021年8月21日 | WOWOW  | 20:00 - 22:05   | WOWOWシネマ   |        |              |
| 2021年8月26日 | WOWOW  | 17:45 - 19:50   | WOWOWプライム |        |              |
| 2021年8月26日 | WOWOW  | 18:45 - 20:50   | WOWOWシネマ   |        |              |

## トランスジェンダー描写に対する批判と見解
とくに主演としてトランスジェンダーを演じた草なぎ剛が賞賛を浴びる一方で、映画に対してLGBT当事者や専門家からの批判も起きた。
作中ではトランスジェンダーの主人公が性別適合手術後のアフターケアを怠ったことで死亡するという描写があるが、これに関して当事者タレントの日出郎や岡山大学病院の産婦人科医でGID（性同一性障害）学会の理事長を務める中塚幹也は、現実的には考えにくいと語っている。トランスジェンダーの映像表象における問題について執筆しているライターの鈴木みのりも同様に性別適合手術に関する描写の問題点を指摘している。LGBTに関する情報を発信している一般社団法人fairの代表理事である松岡宗嗣は、ドキュメンタリー『トランスジェンダーとハリウッド: 過去、現在、そして』を取り上げつつ、シスジェンダーの男性がトランスジェンダー女性を演じることの弊害を論じている。
これらの意見に対し、本作の内田英治監督は「僕のようなシスジェンダーがトランスジェンダーを題材にして、悲しみを映画にする部分への批判とかは当然あると思うんですよ」と前置きした上で、「でも、その問題自体を、誰も知らない、無知なままでは何にもスタートしないと思うんです。日本のように、理解が広がっていない状況では、トランスジェンダーに対する無知、無感覚こそが一番の問題、というのが僕の考え」であるとして、「この映画を娯楽映画として、エンターティメント作品として成立させることによって多くの人が観て、多くの人が考えるきっかけになればいい」「普段こういった問題に接しない人たちにも観てもらうため、メジャーな場で広く観てもらうことが重要だと思いました。」と述べている。
キャスティングについては、「トランスジェンダーの役にはトランスジェンダーの俳優を、という世界的な流れがあるのは十分承知しています。日本もいずれはそうなるべきだと思っていますが、残念ながら、日本はそのスタート地点にも立ってないという状況」であると述べ、「この映画は、多くの方が観てくれる作品にすることがまず大事だと感じていました。そのためには、演技がちゃんとできて、日本で広く認知されている方ということで、草彅さんにオファーさせていただきました。」と真意を明らかにしている。
脚本に関しても、「海外の知人に見せたところ『え、こんなの今時あるの？日本はまだそんな感じなの』と、僕も差別を強調しすぎたんじゃないかと、さんざん悩んだ」「でもある日、新宿を歩いていたら三人組のサラリーマンが誰にも聞こえる大きな声で、恐ろしい差別発言をしながら歩いてて。それを目の当たりにして、この脚本は全然強調してないという自分なりの結論に至りました。」と語っている。
実際、本作を紹介した東スポWebの記事にてトランスジェンダー女性の主人公について「女装オネエ」と表現したことが問題視された。また、足立区議がLGBTに対し差別的な発言を行ったことで非難が殺到した。内田はこの件について「本当に言葉にならないくらい許しがたい発言だと思っています」と批判し、「この映画は、LGBT含めさまざまな問題において無知な部分が多い日本においての第一歩。」「『あれ、あの政治家おかしいんじゃないか』と、ちょっとでも考えるきっかけになればいいのではないかと思います」とコメントしている。
一方で、内田がTwitterにて「多様な意見がある。素晴らしいこと。人の数だけ意見が富んでる。素晴らしいこと。でも自分の映画を社会的にはしない。これは娯楽。娯楽映画で問題の第一歩を感じれればいい。社会問題は誰も見ない。映画祭やSNSでインテリ気取りが唸り議論するだけ。なので娯楽です。多くの人に観てほしい。それだけ」とコメントしたことに対しては非難や疑問の声があがった。後に内田は「最初の頃は、つい僕も感情的なコメント出したりして…本当に大人気なくて申し訳ないと思ってます。」と反省の弁を出している。